# Statistiche e record dell'Unione Sportiva Livorno 1915

## Statistiche di squadra

### Partecipazione ai campionati
| Livello | Categoria                       | Partecipazioni | Debutto   | Ultima stagione | Totale |
| ------- | ------------------------------- | -------------- | --------- | --------------- | ------ |
| 1°      | Prima Categoria                 | 2              | 1919-1920 | 1920-1921       | 29     |
| 1°      | Prima Divisione                 | 5              | 1921-1922 | 1925-1926       | 29     |
| 1°      | Divisione Nazionale             | 4              | 1926-1927 | 1945-1946       | 29     |
| 1°      | Serie A                         | 18             | 1929-1930 | 2013-2014       | 29     |
| 2°      | Serie B                         | 27             | 1931-1932 | 2019-2020       | 27     |
| 3°      | Serie C                         | 18             | 1952-1953 | 2017-2018       | 34     |
| 3°      | Serie C1                        | 15             | 1978-1979 | 2001-2002       | 34     |
| 3°      | Lega Pro                        | 1              | 2016-2017 | 2016-2017       | 34     |
| 4°      | Serie C2                        | 7              | 1983-1984 | 1996-1997       | 7      |
| 5°      | Campionato Nazionale Dilettanti | 1              | 1992-1993 | 1992-1993       | 1      |

In 98 stagioni sportive disputate a livello nazionale dopo la fine della prima guerra mondiale. Non è compresa la stagione 1991-1992, in cui il Livorno disputò il campionato di Eccellenza della Toscana a causa del proprio fallimento.

### Partecipazione alle coppe europee
| Categoria  | Partecipazioni | Debutto   | Ultima stagione |
| ---------- | -------------- | --------- | --------------- |
| Coppa UEFA | 1              | 2006-2007 | 2006-2007       |

## Statistiche individuali

### Lista dei capitani
| Calciatore          | Ruolo | Stagioni al club                 | Stagioni da capitano      | Presenze | Reti |
| ------------------- | ----- | -------------------------------- | ------------------------- | -------- | ---- |
| …                   |       |                                  |                           |          |      |
| Ostilio Capaccioli  | C     | 1936-1943 e 1945-1949            | 1945-1949 (4)             | 229      | 8    |
| Gino Merlo          | P     | 1946-1952                        | 1949-1952 (3)             | 214      | -?   |
| Alfredo Simonti     | D     | 1949-1956                        | 1952-1956 (4)             | 194      | 3    |
| …                   |       |                                  |                           |          |      |
| Fulvio Varglien     | C     | 1960-1965                        | 1963-1965 (2)             | 146      | 4    |
| Luigi Mascalaito    | A     | 1963-1967                        | 1965-1967 (5)             | 130      | 34   |
| Claudio Azzali      | C     | 1964-1971                        | 1967-1971 (4)             | 179      | 2    |
| Vittorio Calvani    | D     | 1967-1972                        | 1971-1972 (1)             | 142      | 1    |
| Piero Maggini       | D     | 1968-1973                        | 1972-1973 (1)             | 101      | 1    |
| Gianni Tanello      | C     | 1972-1974                        | 1973-1974 (1)             | 65       | 0    |
| Riccardo Martelli   | C     | 1972-1975, 1976-1977 e 1979-1981 | 1974-1975 e 1976-1977 (2) | 160      | 19   |
| Bruno Graziani      | A     | 1974-1977                        | 1975-1976 (1)             | 100      | 47   |
| Corrado Poletto     | D     | 1976-1978                        | 1977-1978 (1)             | 62       | 1    |
| Luciano Aristei     | C     | 1978-1979                        | 1978-1979 (1)             | 24       | 0    |
| Luigi Cappelletti   | C     | 1976-1981                        | 1979-1981 (2)             | 160      | 0    |
| Silvio Cei          | D     | 1981-1983                        | 1981-1983 (2)             | 67       | 1    |
| Gaetano Salvi       | A     | 1982-1984                        | 1983-1984 (1)             | 43       | 7    |
| Alberto De Rossi    | C     | 1983-1986                        | 1984-1986 (2)             | 65       | 2    |
| Maurizio Manetti    | D     | 1984-1988                        | 1986-1988 (2)             | 111      | 1    |
| Antonio Criscimanni | C     | 1988-1990                        | 1988-1990 (2)             | 43       | 1    |
| Fulvio Navone       | C     | 1990-1992                        | 1990-1992 (2)             | 59       | 10   |
| Paolo Moschetti     | C     | 1988-1990 e 1992-1993            | 1992-1993 (1)             | 90       | 19   |
| Stefano Da Mommio   | D     | 1990-1991 e 1992-1994            | 1993-1994 (1)             | 84       | 4    |
| Stefano Civeriati   | C     | 1994-1996                        | 1994-1995 (1)             | 38       | 9    |
| Enio Bonaldi        | A     | 1995-1998                        | 1995-1999 (4)             | 106      | 43   |
| Marco Merlo         | D/C   | 1993-1999                        | 1999 (1)                  | 167      | 2    |
| Igor Protti         | A     | 1985-1988 e 1999-2005            | 1999-2000 e 2004-2005 (2) | 353      | 134  |
| Richard Vanigli     | D     | 1998-2004                        | 2000-2004 (4)             | 192      | 4    |
| Cristiano Lucarelli | A     | 2003-2007 e 2009-2010            | 2005-2007 e 2009-2010 (3) | 174      | 102  |
| David Balleri       | D     | 2002-2008                        | 2007-2008 (1)             | 163      | 0    |
| Francesco Tavano    | A     | 2007-2011                        | 2008-2009 e 2010-2011 (3) | 128      | 48   |
| Romano Perticone    | D     | 2008-2011 e 2011-2012            | 2011-2012 (1)             | 98       | 3    |
| Andrea Luci         | C     | 2010-                            | 2012-2020, 2022- (13)     | 393      | 19   |
| Lorenzo Gonnelli    | D     | 2014-2020 e 2020                 | 2020 (1)                  | 97       | 2    |
| Matteo Di Gennaro   | D     | 2018-2020 e 2020-2021            | 2020-2021 (1)             | 63       | 4    |
| Andrea Mazzarani    | C     | 2021                             | 2021 (1)                  | 10       | 1    |
| Daniele Vantaggiato | A     | 2021-2022                        | 2021-2022 (2)             | 23       | 11   |

Dati aggiornati al 12 febbraio 2025.

### Record di presenze
| Campionato - 393 Andrea Luci (2010-2020, 2021-) - 369 Mauro Lessi (1953-1955, 1956-1960, 1961-1969) - 280 Mario Magnozzi (1919-1930, 1933-1936) - 278 Igor Protti (1985-1988, 1999-2005) - 259 Paolo Silvestri (1921-1934) - 242 Mario Stua (1937-1943, 1945-1948) - 238 Renato Bellinelli (1961-1972) - 229 Ostilio Capaccioli (1936-1943, 1945-1949) - 218 Alessandro Lambrughi (2010-2014, 2014-2017) - 215 Paolo Lami (1924-1937) | Coppa Italia - 14 Claudio Azzali (1964-1971) - 13 Tomas Danilevičius (2002-2005, 2006-2007, 2008-2011) 13 Luca Mazzoni (2003-2005, 2008-2009, 2010-2013, 2014-2015, 2016-2019) 13 Paulinho (2004-2007, 2008-2009, 2011-2014) 13 Igor Protti (1987-1988, 2001-2005) - 12 David Balleri (2002-2008) 12 Renato Bellinelli (1964-1972) 12 Novilio Bruschini (1969-1972) 12 Andrea Luci (2010-2020) - 11 Ostilio Capaccioli (1936-1943) 11 Ulisse Gualtieri (1967-1971) 11 Cristiano Lucarelli (2003-2007, 2009-2010) 11 Matteo Melara (2001-2006) 11 Luciano Zanardello (1968-1971-1972-1973) 11 Zino Zani (1968-1972) | Competizioni UEFA - 8 Marco Amelia (2006-2007) 8 Samuel Kuffour (2006-2007) 8 Stefano Morrone (2006-2007) 8 Dario Passoni (2006-2007) - 7 Fabio Galante (2006-2007) 7 Alessandro Grandoni (2006-2007) 7 Cristiano Lucarelli (2006-2007) 7 Marc Pfertzel (2006-2007) - 6 Antonio Filippini (2006-2007) 6 Giovanni Pasquale (2006-2007) |

| Serie A - 177 Mario Stua (1937-1939, 1940-1943, 1946-1948) - 174 Ostilio Capaccioli (1937-1939, 1940-1943, 1946-1949) - 136 Fabio Galante (2004-2008, 2009-2010) - 133 Cristiano Lucarelli (2004-2007, 2009-2010) - 128 Alessandro Grandoni (2004-2008, 2009) 128 Mario Zidarich (1937-1939, 1940-1943, 1946-1947) - 127 Marco Amelia (2004-2008) - 123 Ermelindo Lovagnini (1942-1943, 1946-1949) - 111 Gino Merlo (1946-1949) - 108 Teresio Piana (1941-1943, 1946-1949) | Serie B - 228 Andrea Luci (2010-2013, 2014-2016, 2018-2020) - 182 Claudio Azzali (1964-1971) - 175 Alessandro Lambrughi (2010-2013, 2014-2016) - 168 Renato Bellinelli (1964-1971) - 147 Enrico Cairoli (1964-1969) - 142 Vittorio Calvani (1967-1972) 142 Mauro Lessi (1964-1969) - 130 Gianni Caleffi (1964-1969) - 126 Alessandro Bernardini (2010-2013, 2014-2015) 126 Ulisse Gualtieri (1968-1972) |

| Serie C/C1/LP - 227 Mauro Lessi (1953-1955, 1956-1960, 1961-1964) - 198 Franco Mondello (1972-1979, 1980-1981) - 168 Igor Protti (1985-1988, 1999-2002) - 160 Luigi Cappelletti (1976-1981) 160 Riccardo Martelli (1972-1974, 1974-1975, 1976-1977) 160 Piero Ribechini (1961-1967) - 135 Fulvio Varglien (1960-1964) - 134 Claudio Azzali (1976-1980) - 131 Costanzo Balleri (1952-1955, 1956-1959) - 125 Giuseppe Geraldi (1997-2001) | Serie C2 - 135 Fabrizio Boccafogli (1993-1997) - 128 Davide Cordone (1993-1997) - 110 Marcello Carli (1993-1997) - 104 Marco Merlo (1993-1997) - 73 Marco Ogliari (1994-1997) 73 Christian Scalzo (1993-1996) - 67 Riki Di Bin (1993-1995) - 64 Walter Casarotto (1983-1984, 1990-1991) - 61 Enio Bonaldi (1995-1997) 61 Aldo Finetto (1983-1985) |

### Record di marcature
| Campionato - 185 Mario Magnozzi (1919-1930, 1933-1936) - 124 Igor Protti (1985-1988, 1999-2005) - 101 Cristiano Lucarelli (2003-2007, 2009-2010) - 66 Vinicio Viani (1938-1942) - 65 Paolo Silvestri (1922-1934) - 53 Bruno Arcari (1933-1939) - 50 Paulinho (2004-2007, 2008-2009, 2011-2014) 50 Mario Stua (1937-1943, 1945-1948) - 48 Francesco Tavano (2007-2011) - 47 Bruno Graziani (1974-1977) | Coppa Italia - 8 Igor Protti (1987-1988, 2001-2005) 7 Bruno Arcari (1935-1939) - 6 Federico Dionisi (2009-2010, 2010-2013) - 5 Vinicio Viani (1938-1942) - 4 Tomas Danilevičius (2002-2005, 2006-2007, 2008-2011) 4 Alessandro Diamanti (2007-2009) 4 Cristiano Lucarelli (2003-2007, 2009-2010) 4 Raggio Montanari (1935-1938) - 3 Giacomo Neri (1935-1936, 1937-1939) 3 Paulinho (2004-2007, 2008-2009, 2010-2014) 3 Francesco Tavano (2007-2011) 3 José Luís Vidigal (2004-2005, 2006-2008) | Competizioni UEFA - 5 Cristiano Lucarelli (2006-2007) - 1 Marco Amelia (2006-2007) 1 Ibrahima Bakayoko (2006-2007) 1 Tomas Danilevičius (2006-2007) 1 Fabio Galante (2006-2007) |

| Serie A - 77 Cristiano Lucarelli (2004-2007, 2009-2010) - 36 Teresio Piana (1941-1943, 1946-1949) - 35 Giovanni Busoni (1933-1935) - 32 Vinicio Viani (1938-1939, 1940-1942) - 29 Mario Stua (1937-1939, 1940-1943, 1946-1948) - 28 Renato Raccis (1942-1943, 1946-1947) - 25 Mario Magnozzi (1929-1930, 1933-1935) - 19 Nicola Corsetti (1929-1931) 19 Carlo Stradella (1948-1949) 19 Mario Zidarich (1937-1939, 1940-1943, 1946-1947) | Serie B - 47 Igor Protti (2002-2004) - 41 Bruno Arcari (1935-1937) - 38 Fabrizio Bartolini (1949-1951) - 35 Federico Dionisi (2010-2013) - 34 Francesco Tavano (2008-2009, 2010-2011) 34 Vinicio Viani (1939-1940) - 33 Paulinho (2008-2009, 2011-2013) - 30 Daniele Vantaggiato (2014-2016) - 29 Cristiano Lucarelli (2003-2004) - 28 Giovanni Costanzo (1935-1937, 1939-1940) |

| Serie C/C1/LP - 71 Igor Protti (1985-1988, 1999-2002) - 47 Bruno Graziani (1974-1977) - 46 Emilio Gratton (1958-1961) - 31 Michele Vitulano (1976-1980) - 26 Vito Bernardis (1952-1955, 1958-1960) 26 Romano Taccola (1952-1955) - 24 Giuseppe Brandolini (1985-1988) 24 Giuseppe Virgili (1962-1964) - 22 William Bronzoni (1954-1955, 1956-1957) - 21 Franco Mondello (1972-1981) | Serie C2 - 30 Enio Bonaldi (1995-1997) - 23 Davide Cordone (1993-1997) - 20 Christian Scalzo (1993-1996) - 19 Stefan Schwoch (1994-1995) - 15 Andrea Bagnoli (1993-1995) - 14 Michele Pisasale (1990-1991) - 9 Stefano Civeriati (1994-1996) - 8 Massimiliano Allegri (1989-1990) - 7 Gianpaolo Morabito (1994-1997) - 7 Gaetano Salvi (1983-1984, 1990-1991) |